# 로마의 분수
《로마의 분수》(Fountains of Rome, 이탈리아어: Fontane di Roma)는 오토리노 레스피기가 1916년에 작곡하고 1918년에 처음 출판한 교향시이다. 작곡가로서 레스피기의 첫 대성공 작품이며 그의 가장 잘 알려진 작품이다.
이 작품에서 레스피기는 로마에 존재하는 유명한 수많은 분수 가운데 4개를 골라 그것들이 아름답게 보이는 새벽, 아침, 낮, 저녁 때의 인상을 음화(音畵)로 꾸몄다.
첫 공연은 1917년 3월 11일 안토니오 과르니에리의 감독 아래 로마의 아우구스테오 극장에서 열렸다.

## 구성
총 4부로 되어 있다.

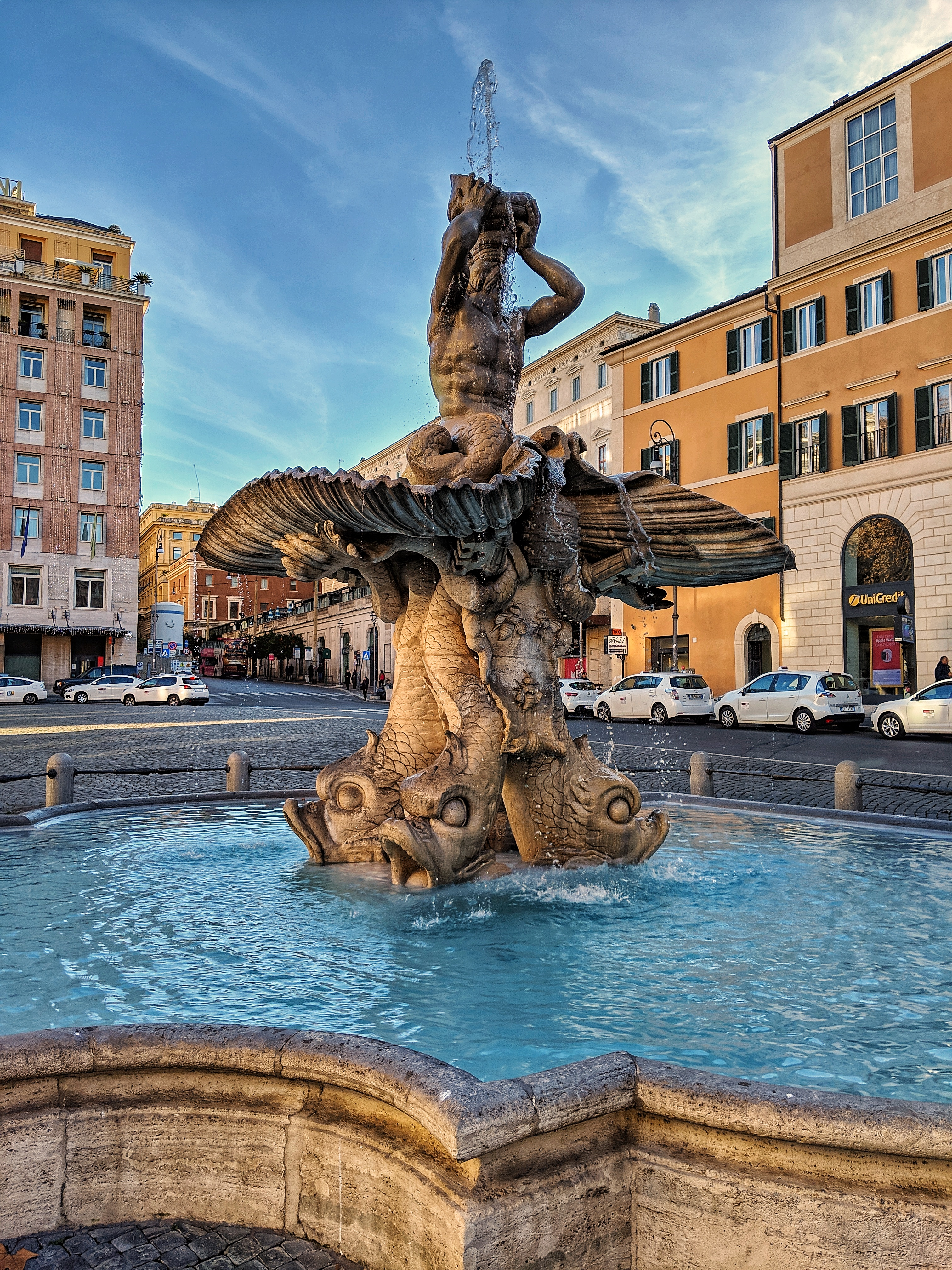
로마의 트리토네분수

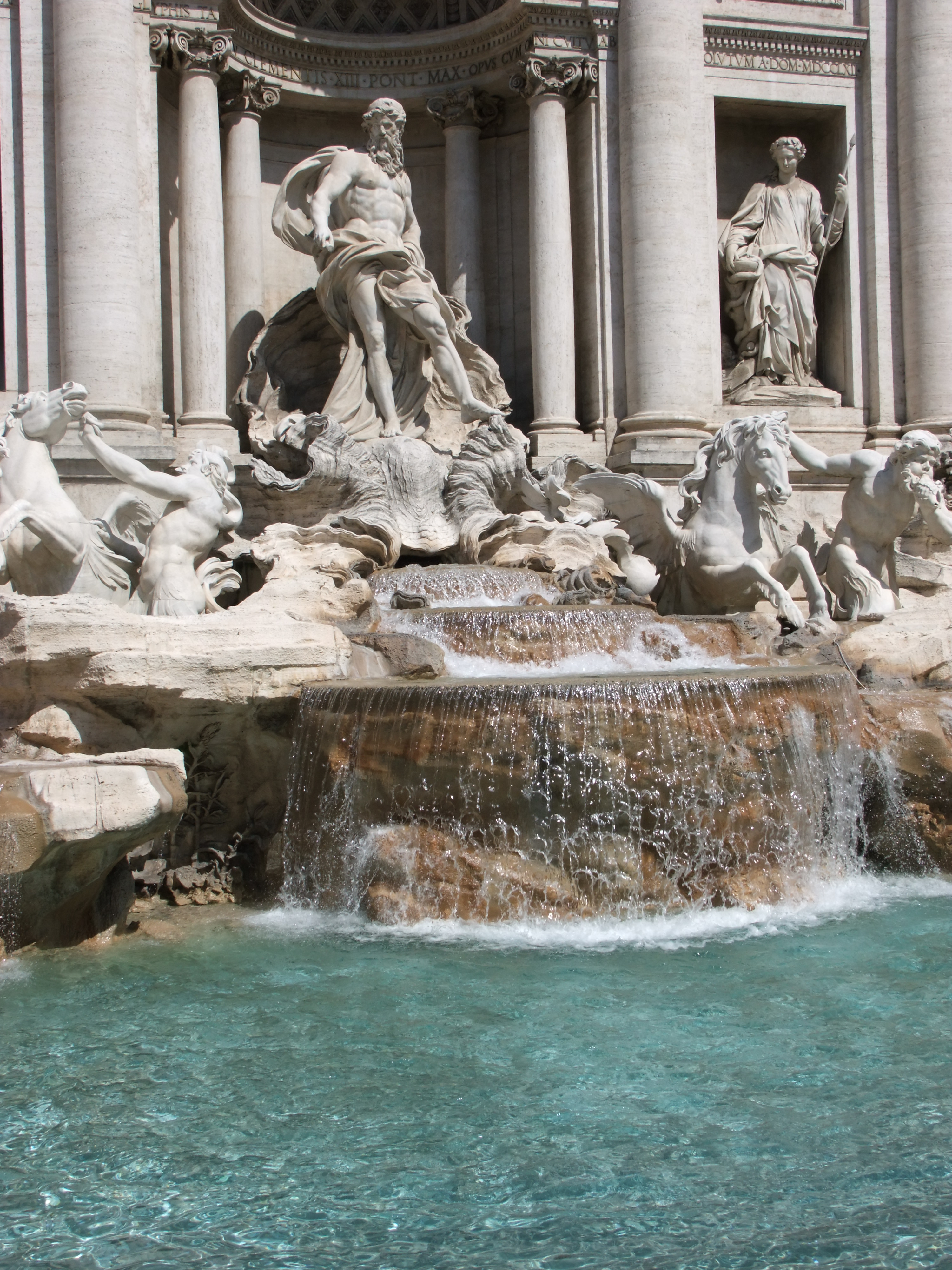
로마의 트레비 분수

- 1부: 여명의 줄리아계곡의 분수(La fontana di Valle Giulia all'Alba)
- 2부: 아침의 트리토네분수(La fontana del Tritone al mattino)
- 3부: 한낮의 트레비분수(La fontana di Trevi al meriggio)
- 4부: 해질녘의 빌라 메디치의 분수(La fontana di Villa Medici al tramonto)

## 악기 편성
- 목관악기: 피콜로, 플루트2, 오보에2, 잉글리시 호른, 클라리넷2, 베이스 클라리넷, 바순2
- 금관악기: 호른4, 트럼펫3, 트롬본3, 튜바
- 타악기: 팀파니, 트라이앵글, 심벌즈, 글로켄슈필, 종(라 음)
- 현악기: 현악 5부, 하프2
- 건반악기: 첼레스타, 피아노